# Peter Wu Junwei
Peter Wu Junwei (chiń. 武俊維; ur. 27 czerwca 1963, zm. 10 maja 2022) – chiński duchowny katolicki, prefekt apostolski Xinjiang w latach 2010–2022.

## Życiorys
Święcenia kapłańskie otrzymał 9 grudnia 1990.
Wybrany biskupem prefektem apostolskim Xinjiang. Sakrę biskupią przyjął z mandatem papieskim 21 września 2010. 